# صبارونيات
الصبارونيات (الاسم العلمي: Cactineae) هي رتيبة من النباتات تتبع رتبة القرنفليات من طائفة ثنائيات الفلقة.

## فصائل
- الصبارية